# 逗子郵便局
逗子郵便局（ずしゆうびんきょく）は、神奈川県逗子市にある郵便局。民営化前の分類では集配普通郵便局であった。

## 概要
住所：〒249-8799 神奈川県逗子市逗子6-1-3

## 沿革
- 1901年（明治34年）3月10日 - 逗子郵便受取所として開設[1]。
- 1904年（明治37年）12月20日 - 逗子郵便局（三等）となるとともに、貯金取扱を開始。
- 1966年（昭和41年）11月 - 局舎新築落成。
- 1998年（平成10年）9月1日 - 外国通貨の両替および旅行小切手の売買に関する業務取扱を開始[2]。
- 2007年（平成19年）10月1日 - 民営化に伴い、併設された郵便事業逗子支店に一部業務を移管。
- 2012年（平成24年）10月1日 - 日本郵便株式会社発足に伴い、郵便事業逗子支店を逗子郵便局に統合。

## 取扱内容
- 郵便、印紙、ゆうパック、内容証明
- 貯金、為替、振替、振込、国際送金、外貨両替・トラベラーズチェック、国債、投資信託
- 生命保険、バイク自賠責保険、自動車保険
- ゆうちょ銀行ATM
- 「249-00xx」区域（逗子市の全域）の集配業務
- ゆうゆう窓口

## 周辺
- 逗子市役所
- 逗子開成中学校・高等学校
- 国道134号

## アクセス
- 京急逗子線 逗子・葉山駅（南口）から徒歩約5分、JR横須賀線 逗子駅から徒歩約8分
- 京浜急行バス 逗子郵便局停留所下車
- 横浜横須賀道路 逗子ICから西へ約3.5km
- 駐車場あり：8台